# Delia Ephron

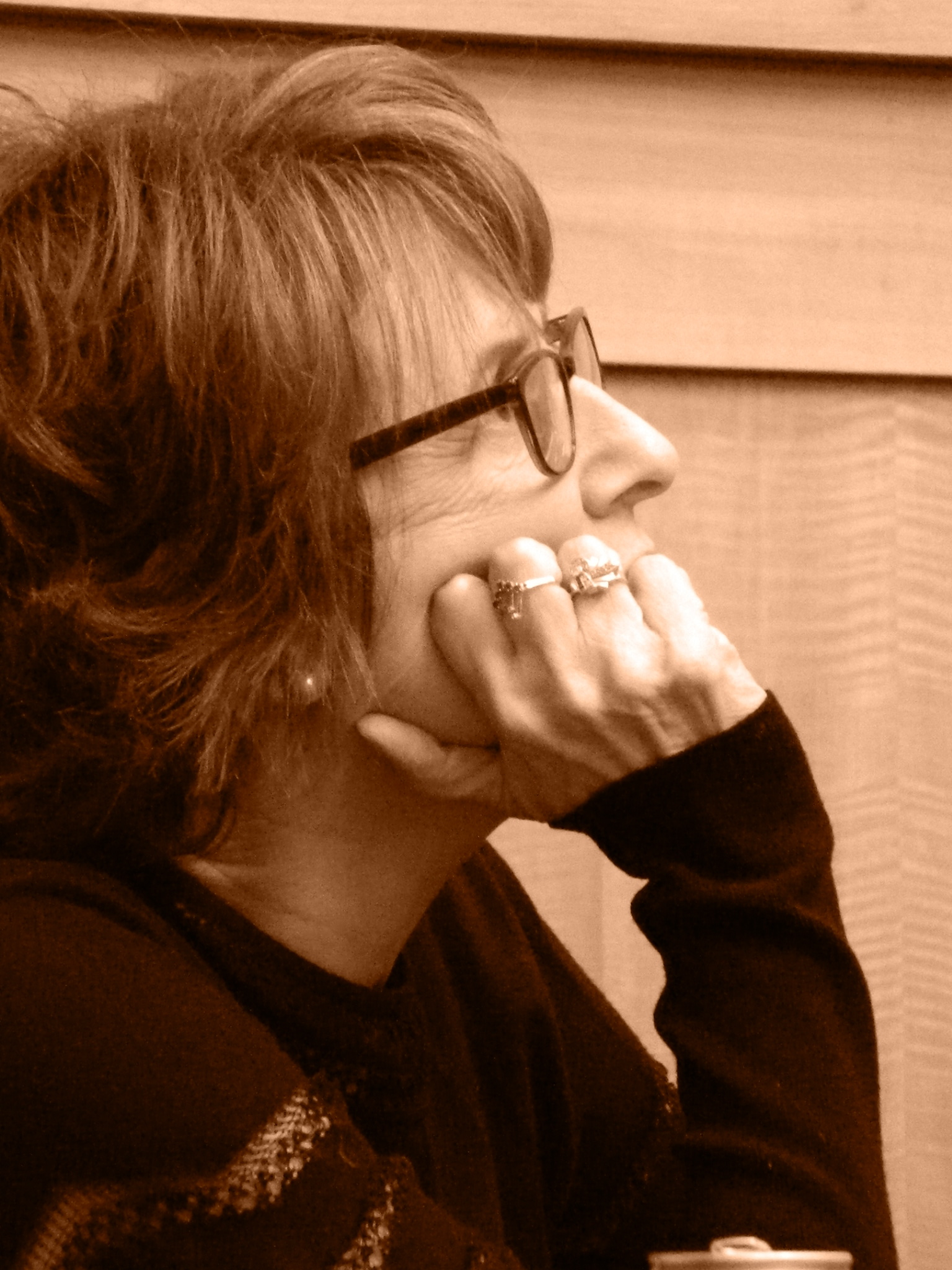
Delia Ephron, September 2013

Delia Ephron (* 12. Juli 1944 in New York City) ist eine US-amerikanische Drehbuchautorin und Schriftstellerin.

## Leben
Delia Ephron ist eine der Töchter von Henry und Phoebe Ephron. Eine ihrer Schwestern ist die Regisseurin Nora Ephron, mit der sie auch bei mehreren Projekten zusammenarbeitete.
Vor ihrer Karriere im Bereich Filmdrehbuch schrieb sie mehrere Romane, für Erwachsene wie für Jugendliche, Humorbücher und Essays, außerdem war sie als Journalistin tätig. 1992 war sie erstmals an einem Drehbuch beteiligt und es entstand der Film Showtime – Hilfe, meine Mama ist ein Star, der von ihrer Schwester Nora inszeniert wurde. Dem folgten im Abstand von jeweils zwei Jahren vier weitere Filme, bei denen Nora die Regie übernahm. Bei diesen war Delia Ephron auch als Ausführende Produzentin beteiligt.
Das Drehbuch zur Literaturverfilmung Eine für 4 (2005) entstand ohne weitere familiäre Zusammenarbeit.
Seit 1982 ist sie dem Drehbuchautor Jerome Kass verheiratet.
Die Casting Society of America zeichneten Nora und Delia Ephron mit einem Golden Apple Award aus. Zudem waren die beiden Geschwister 2006 in der Kategorie Schlechtestes Drehbuch für die Goldene Himbeere nominiert. Diese Nominierung erhielt sie im Zusammenhang mit ihrer letzten gemeinsamen Produktion Verliebt in eine Hexe aus dem Jahr 2005.

## Filmografie (Auswahl)
- 1992: Showtime – Hilfe, meine Mama ist ein Star (This Is My Life)
- 1994: Lifesavers – Die Lebensretter (Mixed Nuts)
- 1996: Michael
- 1998: e-m@il für Dich (You’ve Got Mail)
- 2000: Aufgelegt! (Hanging Up)
- 2005: Eine für 4 (The Sisterhood of the Traveling Pants)
- 2005: Verliebt in eine Hexe (Bewitched)

## Werke
- Left on Tenth: A Second Chance at Life: A Memoir. Little, Brown & Company, New York 2022, ISBN 978-0-316-26765-6.